# Bosnisch-herzegowinische Eishockeyliga 2011/12
Die Saison 2011/12 war die vierte Spielzeit der bosnisch-herzegowinischen Eishockeyliga, der höchsten bosnisch-herzegowinischen Eishockeyspielklasse. Meister wurde zum ersten Mal in der Vereinsgeschichte der HK Ilidža 2010.

## Saisonverlauf
Die Liga startete am 9. Januar 2012 mit drei Teilnehmern, nachdem der amtierende Meister HK Bosna seine Mannschaft zurückgezogen hatte. Die übrigen Mannschaften waren HK Alfa Novo Sarajevo, HK Ilidža 2010 und HK Stari Grad. Jede Mannschaft sollte 12 Spiele absolvieren, jedoch musste die Liga nach nur insgesamt sechs absolvierten Spielen vorzeitig abgebrochen werden, da das Dach der einzigen verfügbaren Eishalle des Landes in Sarajevo aufgrund des Drucks durch starken Schneefall einstürzte.
Im November 2012 wurde die Saison fortgesetzt, nachdem die Eishalle repariert worden war. Weitere drei Hauptrundenspiele wurden absolviert, ehe die beiden bestplatzierten Teams das Meisterschaftsfinale ausspielten.

## Hauptrunde
|    | Klub                  | Sp | S | OTS | OTN | N | Tore  | Punkte |
| -- | --------------------- | -- | - | --- | --- | - | ----- | ------ |
| 1. | HK Ilidža 2010        | 10 | 3 | 4   | 0   | 3 | 28:22 | 17     |
| 2. | HK Alfa Novo Sarajevo | 10 | 4 | 0   | 3   | 3 | 21:27 | 15     |
| 3. | HK Stari Grad         | 10 | 4 | 0   | 1   | 5 | 22:22 | 13     |

Sp = Spiele, S = Siege, U = Unentschieden, N = Niederlagen

## Finale
|  | HK Ilidža 2010 | 3:2 n. P. (1:0, 0:0, 0:1, 0:0, 2:1) | HK Alfa Novo Sarajevo | Olympiahalle Zetra, Sarajevo |